# Flavius Iulius Catervius

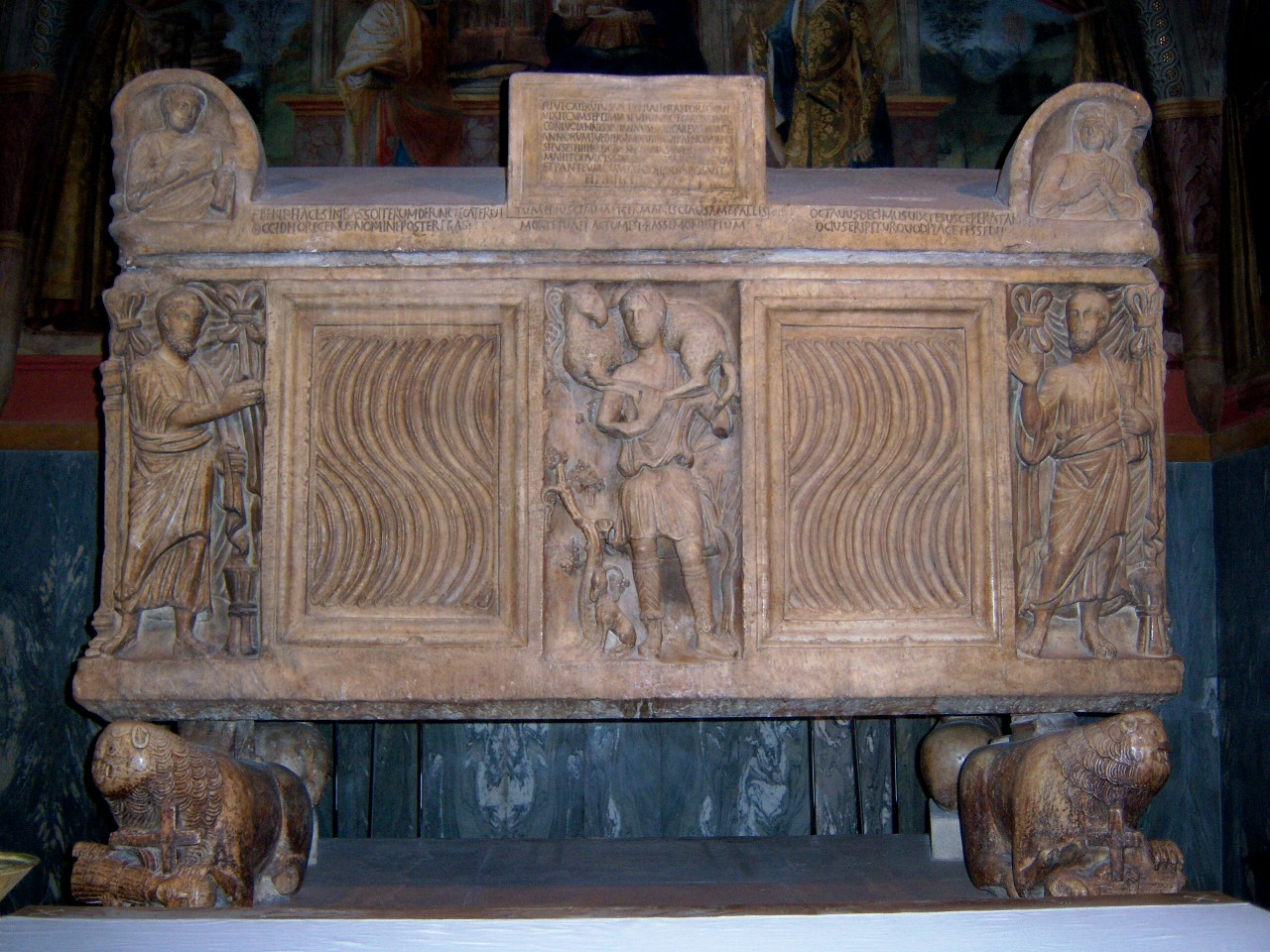
Sarkophag des Flavius Iulius Catervius und der Septimia Severina in San Catervo in Tolentino (Vorderseite)

Flavius Iulius Catervius und seine Frau Septimia Severina sind Heilige der Katholischen Kirche. Das Mausoleum mit ihrem Sarkophag befindet sich in der Kathedrale San Catervo in Tolentino. Catervius ist der Stadtheilige der Stadt. Er soll als Präfekt zusammen mit seiner Frau und dem gemeinsamen Sohn Bassus den Märtyrertod gestorben sein.

## Der Sarkophag
Der Steinsarg aus Marmor ist auf allen vier Seiten verziert. Die Mitte der Frontseite zeigt einen Schafträger, flankiert von Petrus und  Paulus. Das Motiv des Schafträgers ist bereits in vorchristlicher Zeit bekannt und als neutrale Darstellung auch im Themenumfeld der Bukolik geläufig, wird hier aber im Kontext als Guter Hirte interpretiert. Auf einer Schmalseite ist die Anbetung der Magier dargestellt, auf der anderen die Magier vor Herodes. Rückseitig findet sich ein Bild der Eheleute in einem Clipeus, der von zwei Tauben und zwei Christogrammen begleitet ist. Die beiden reichen sich nach Art des römischen Ehepaars die Hände (dextrarium iunctio). Es konnten Reste der antiken Bemalung beobachtet werden. Der Sarkophag wird in die 2. Hälfte bzw. ins späte 4. Jahrhundert n. Chr. datiert. In dieser Zeit fanden allerdings keine Christenverfolgungen im römischen Reich mehr statt.
Seit dem Jahr 1455 ist der Sarkophag mehrfach geöffnet worden, davon zeugen Schriftstücke im Inneren. Bei diesen Gelegenheiten sind auch andere Gegenstände im Steinsarg zurückgelassen worden, so zahlreiche Münzen, Rosenkränze, Medaillons und wohl zwei Spinnrocken mit erhaltenen Fasern. Bei der Ausgrabung fanden sich noch zwei Skelette, die anlässlich einer der jüngeren Öffnungen mit einem Tuch zugedeckt worden waren.

## Die Grabinschrift
Zentral über dem Schafträger findet sich die Grabinschrift. 

„Fl IVL CATERVIVS EX PRAEF PRAETORIO QVI / VIXIT CVM SEPTIMIA SEVERINA CF DVLCISSIMA / CONIVGE ANNIS XVI MINVS D XIII QVIEVIT IN PACE / ANNORVM L VI DIERVM XVIII XVI KAL NOB DEPO / SITVS EST III KL DCB SEPTIMIA SEVERINA CF (hedera distinguens) / MARITO DVLCISSIMO AC SIBI SARCOFAGVM / ET PANTEVM CVM TRICORO ET PERFECIT“

Demnach bekleidete Catervius das Amt eines Praefectus praetorio, gehörte also zur Gruppe der ranghöchsten zivilen Verwaltungsbeamten in der Spätantike. Er war 16 Jahre lang verheiratet und starb im Alter von 56 Jahren.